# Wolfenstein 3D
Wolfenstein 3D è un videogioco del tipo sparatutto in prima persona ambientato contro l'esercito nazista, sviluppato da id Software e pubblicato da Apogee Software per MS-DOS nel 1992. In seguito venne convertito per molte altre piattaforme.
Il gioco è ispirato ai giochi Castle Wolfenstein e Beyond Castle Wolfenstein della Muse Software.
È stato ritenuto uno tra i videogiochi che ha reso popolare il genere su PC.

## Trama
Wolfenstein 3D è suddiviso in due trilogie di episodi. Il giocatore prende i panni del capitano William Joseph Blazkowicz detto B.J., un soldato statunitense di origini polacche, imprigionato dalle armate naziste nel castello del titolo. Nel primo episodio l'obiettivo di Blazkowicz, inizialmente armato soltanto di un coltello e una pistola (recuperata dopo aver ucciso una guardia nella sua cella), è la fuga. Dopo diversi scontri con guardie armate e semplici soldati, da cui recupera di volta in volta armi e munizioni, il protagonista si ritrova ad affrontare il primo boss: il capo delle guardie Hans Grosse. Nel secondo episodio, Operation: Eisenfaust, dovrà affrontare mutanti armati di mitragliatrici che prendono il posto dei normali soldati incontrati fino a quel momento. Lasciata quindi la prigione B.J. si ritrova a dover combattere questa minaccia biologica. Il boss di questo episodio è il dottor Shabbs, uno scienziato pazzo che per sfuggire all'attacco tira siringhe come fossero delle freccette. Nel terzo episodio Die, Fuhrer, Die!, B.J. è impegnato in una incursione nel führerbunker, dove come ultimo boss incontra Adolf Hitler in persona equipaggiato con un esoscheletro robotico.
La seconda trilogia, ambientata prima delle vicende precedentemente narrate, segue le avventure del protagonista nel porre fine allo sviluppo di armi biologiche che i nazisti stanno preparando per la conquista del mondo. In A Dark Secret B.J. è impegnato nella distruzione del primo laboratorio di ricerca e dello scienziato da cui tutto è nato, il dottor Otto Giftmacher. Trail Of The Madman è ambientato invece in un ricco castello in cui cercare i piani per lo sviluppo delle armi biologiche protetti da Gretel Grosse (sorella di Hans). Confrontation, l'ultimo capitolo, è la somma di tutto ciò che il protagonista ha passato nelle avventure precedenti (mutanti, Hans Grosse, ecc), compreso Hitler che ricompare come spettro. Il boss finale è il generale Fettgesicht, responsabile e capo supremo della guerra in atto.

## Modalità di gioco
Wolfenstein 3D ha una visuale in prima persona, con la mano e l'arma attualmente impugnata dal protagonista visibili in primo piano. In basso si dispone di un pannello informativo con i dati di gioco e un volto del protagonista, che appare più o meno ferito in proporzione ai punti ferita perduti, misurati in percentuale; un'interfaccia molto simile a quella usata poi dal famoso Doom. Il personaggio può spostarsi nelle quattro direzioni e ruotare su sé stesso, mentre non si può variare la mira in verticale.
Il gioco è suddiviso in livelli a labirinto, di difficoltà crescente. In ogni livello sono presenti vari nemici in quantità variabile, armi e munizioni, oggetti in grado di ripristinare i punti vitali, chiavi per aprire porte chiuse, e tesori. Ogni episodio si conclude con lo scontro con un boss da battere che permette il passaggio all'episodio successivo. Per procedere negli episodi è però sufficiente finire 9 livelli su 10, l'ultima infatti è una missione segreta accessibile soltanto da una porta particolare nascosta.

### Armi, oggetti e tesori
Il giocatore inizia ogni episodio in possesso di un coltello e di una pistola. Percorrendo i livelli viene in possesso di un mitragliatore automatico e di un mitra a canne rotanti. Le armi utilizzano lo stesso tipo di munizioni, recuperabili sui cadaveri dei nemici o in giro per i livelli. È possibile trovare tre diversi oggetti che fungono da medikit: piatti pieni di cibo, cassette del pronto soccorso e cibo per cani. Inoltre è possibile recuperare 1% interagendo con le pozze di sangue ma solo quando la salute è inferiore al 10%.
Oltre a uccidere i nemici e completare i livelli, è possibile aumentare il proprio punteggio recuperando i tesori dei nazisti. Ogni 40 000 punti il giocatore guadagna una vita. Nel gioco vi sono due tipi di chiavi, una d'oro e una argento: servono generalmente ad aprire le porte corazzate che proteggono gli ascensori per i livelli successivi. L'oggetto più raro del gioco è una sfera azzurra con al centro la testa del giocatore: raccoglierla fornisce al giocatore una vita in più, il recupero totale della salute e 25 munizioni.

## Sviluppo

### Aspetti tecnici
Il motore grafico pseudo-3D di Wolfenstein 3D è stato creato da id Software utilizzando una particolare tipologia del ray casting. Una tecnologia similare era già stata utilizzata per Hovertank 3D prima e Catacomb 3-D, anche se limitata all'uso di 16 colori su schermo. John Carmack, il principale realizzatore della tecnologia, ha dichiarato di averla realizzata dopo avere visto una technology demo di Ultima Underworld: The Stygian Abyss, dei Looking Glass Studios.

### Somiglianze conCastle Wolfenstein
Inizialmente il gioco doveva avere più somiglianze rispetto all'originale Castle Wolfenstein; in particolare l'aspetto stealth doveva essere più sviluppato e doveva esserci la possibilità di cercare oggetti nei cadaveri o di trascinarli per nasconderli; idee abbandonate perché, secondo gli autori, avrebbero potuto rallentare eccessivamente il ritmo di gioco e rendere i controlli troppo complessi.

## Accoglienza
Nel 2013 IGN pubblica la lista dei 100 migliori sparatutto in prima persona scelti dai suoi esperti, dove Wolfenstein 3D risulta all'11º posto.

## Eredità
Wolfenstein 3D è considerato comunemente il primo sparatutto in prima persona: in realtà, pur non essendolo nel senso stretto del termine, è stato il primo ad avere un grande successo di pubblico. Oltre al suo immediato seguito Spear of Destiny, esistono diversi "cloni" del gioco, alcuni di essi realizzati con il medesimo motore grafico: Blake Stone: Aliens of Gold e il seguito Planet Strike; Corridor 7: Alien Invasion e Operation Body Count della Capstone Software; Super 3D Noah's Ark, versione non-violenta realizzata da Wisdom Tree. Fra i giochi che, almeno a livello tecnico, sono ispirati ad esso: Ken's Labyrinth, Lethal Tender, Nitemare 3D, The Fortress Of Dr. Radiaki e Depth Dwellers.
Tuttavia, la maggior parte di questi titoli ebbe scarso successo commerciale data l'uscita pressoché contemporanea di Doom, che rivoluzionò la struttura del genere degli sparatutto in prima persona migliorandoli sotto ogni punto di vista, soprattutto a livello tecnico. Alla fine del 1994 è uscito (da parte di Apogee) Rise of the Triad, gioco che inizialmente era stato ideato come seguito di Wolfenstein 3D; per avere il nuovo capitolo della serie occorre aspettare fino al 2001, anno dell'uscita di Return to Castle Wolfenstein. Nel 2003 viene distribuito gratuitamente Wolfenstein: Enemy Territory, una versione dedicata al multiplayer. Del 2008 è il gioco per telefoni cellulari Wolfenstein RPG. Nell'agosto 2009 esce Wolfenstein, seguito/prequel di Return to Castle Wolfenstein realizzato da Raven Software, accolto piuttosto freddamente da pubblico e critica. Dopo il passaggio della id Software a Bethesda Softworks lo sviluppo della serie passa nelle mani di MachineGames, che realizza Wolfenstein: The New Order, reboot della serie e ottimo successo commerciale. Della stessa MachineGames escono un'espansione intitolata Wolfenstein: The Old Blood (2015), un seguito intitolato Wolfenstein II: The New Colossus (2017) e gil spin-off Wolfenstein: Youngblood e Wolfenstein: Cyberpilot (2019).

## Controversie
Per via dell'uso di simboli e riferimenti nazisti e per l'utilizzo di Horst-Wessel-Lied (La Canzone di Horst Wessel) ossia l'inno ufficiale del Partito Nazionalsocialista Tedesco dei Lavoratori come colonna sonora della schermata iniziale del gioco, Wolfenstein 3D è stato bloccato in Germania nel 1994, seguendo il verdetto dell'Amtsgericht München del gennaio 1994 (Az. 2Gs167/94).
La versione per Super Nintendo, proprio per non incappare in problemi giudiziari di questo genere, è stata modificata in modo da non riportare svastiche e altri simboli della propaganda nazista. Inoltre i cani sono stati sostituiti da grossi ratti, e il colore del sangue è stato cambiato, mutandolo in "sudore".
In una riedizione della Activision, la texture è stata completamente modificata.